# 경기도부천교육지원청
경기도부천교육지원청(京畿道富川敎育支援廳, Bucheon Office of Education)은 경기도 부천시를 관할하는 경기도교육청 산하의 교육지원청이다.
교육장은 장학관으로 보한다.

## 산하기관

### 초등학교
| - 도원초등학교 - 범박초등학교 - 복사초등학교 - 부원초등학교 - 부천남초등학교 - 부천부안초등학교 - 부천송일초등학교 - 부천양지초등학교 - 부천일신초등학교 - 성주초등학교 | - 소사초등학교 - 소안초등학교 - 소일초등학교 - 솔안초등학교 - 창영초등학교 - 고강초등학교 - 고리울초등학교 - 까치울초등학교 - 동산초등학교 - 부천대명초등학교 | - 부천덕산초등학교 - 대장분교 - 부천삼정초등학교 - 부천수주초등학교 - 부천여월초등학교 - 부천원일초등학교 - 성곡초등학교 - 오정초등학교 - 원종초등학교 - 계남초등학교 | - 도당초등학교 - 동곡초등학교 - 부광초등학교 - 부명초등학교 - 부인초등학교 - 부일초등학교 - 부천동초등학교 - 부천부곡초등학교 - 부천부흥초등학교 - 부천북초등학교 | - 부천서초등학교 - 부천신흥초등학교 - 부천역곡초등학교 - 부천중앙초등학교 - 부천중원초등학교 - 부천초등학교 - 상도초등학교 - 상동초등학교 - 상미초등학교 - 상원초등학교 | - 상인초등학교 - 상일초등학교 - 상지초등학교 - 석천초등학교 - 송내초등학교 - 신도초등학교 - 심곡초등학교 | - 심원초등학교 - 약대초등학교 - 옥산초등학교 - 원미초등학교 - 중동초등학교 - 중흥초등학교 |

### 중학교
| - 부일중학교 - 부천남중학교 - 부천동여자중학교 - 부천동중학교 - 부천여자중학교 - 부천일신중학교 | - 성주중학교 - 소사중학교 - 까치울중학교 - 내동중학교 - 덕산중학교 - 부천여월중학교 | - 성곡중학교 - 수주중학교 - 계남중학교 - 부명중학교 - 부인중학교 - 부천부곡중학교 | - 부천부흥중학교 - 부천북여자중학교 - 부천북중학교 - 부천중학교 - 상도중학교 - 상동중학교 | - 상일중학교 - 석천중학교 - 소명여자중학교 - 심원중학교 - 역곡중학교 - 원미중학교 | - 중원중학교 - 중흥중학교 |

## 같이 보기
- 대한민국 교육부